# Рясна (станція)
Рясна (у 1932—2017 роках — Єлізарове) — проміжна станція 5-го класу Криворізької дирекції Придніпровської залізниці на  267 км магістральної лінії Мерефа — Херсон, на ділянці Нижньодніпровськ-Вузол — Апостолове (366 км),  між станціями Привільне (247 км) та Незабудине (288 км). Розташована у селищі Святовасилівка Дніпровського району Дніпропетровської області.

## Історія

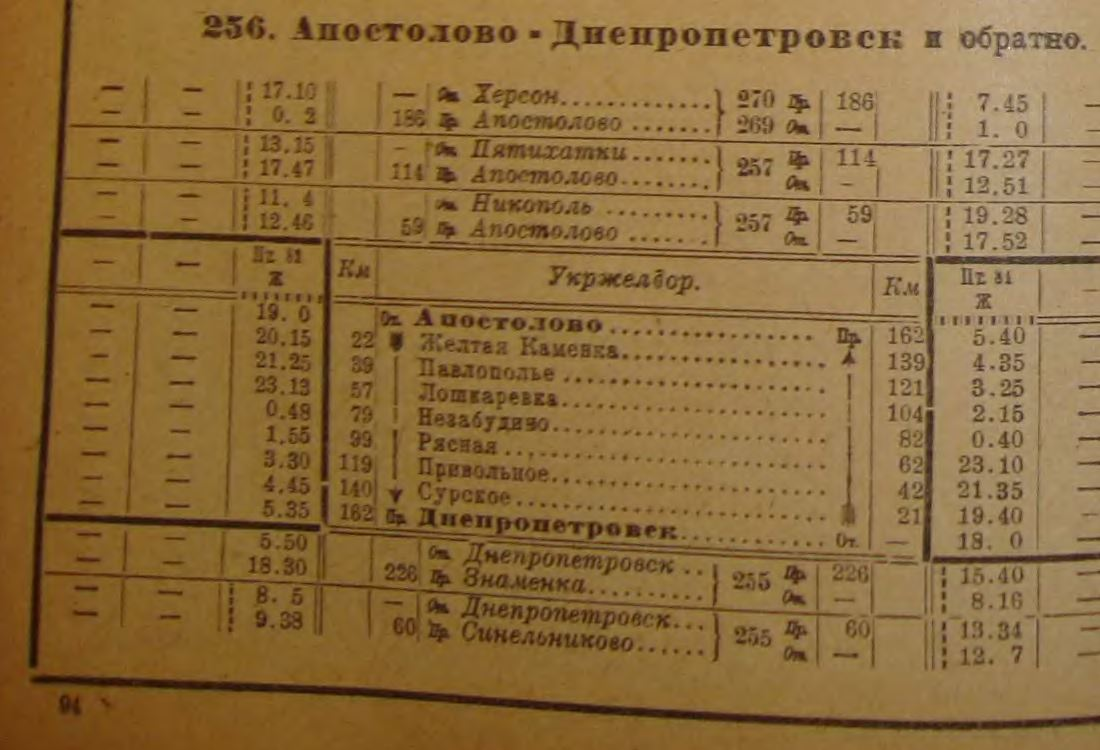
Перше, на момент 2023 року, знайдене історичне джерело з відображенням назви станції - Рясна. Після захоплення російськими більшовиками території УНР - в розкладі від 1929 року русифікована назва - "Рясная".

Станція відкрита у 1929 році на магістральній  лінії Мерефа — Херсон на ділянці Нижньодніпровськ-Вузол — Апостолове під первинною назвою Рясна. У 1932 році станція перейменована в Єлізарове. . У 2017 році станції відновлена її історична назва — Рясна. 

## Пасажирське сполучення
На станції Рясна щоденно зупиняються приміські поїзди сполученням Дніпро-Лоцманська — Апостолове.
Історія пасажирського сполучення:
- 1929 - 1930 рр. – поштово-товарно-пасажирський поїзд від "Укржелдор", який курсував при будівництві ділянки Зустрічний - Апостолове, № 81/82 Апостолове – Дніпропетровськ [1];
- 1932 - 1933 рр. – поштово-пасажирський поїзд : № 81/82 Лоцманська – Херсон; приміський поїзд № 65/66 Лоцманська – Лошкарівка [2];
- 1934 - 1941 рр. – поштово-пасажирський: № 81/82 Лоцманська – Херсон; приміський поїзд № 65/66 Лоцманська – Лошкарівка; приміський поїзд № 67/68 Лоцманська – Привільне;
- 1945 - 195Х рр. – пасажирський поїзд № 63/64 Лоцманська – Херсон;
- 195Х - 1964 рр. – пасажирський поїзд № 285/286 Лоцманська – Херсон [4];
- 1967 - 1975 рр. – пасажирський поїзд № 285/286 Лоцманська – Апостолове;
- 1975 - 1985 рр. – пасажирський поїзд № 665/666 Дніпропетровськ – Одеса;
- 1985 - 1996 рр. – приміські поїзди № 6419/6418 Дніпропетровськ - Єлізарове, № 6403/6406, № 6407/6408, № 6409/6412 Дніпропетровськ - Лошкарівка; пасажирський поїзд № 629/630 Дніпропетровськ – Одеса;
- 1997 - 2000 рр. -  пасажирський поїзд № 641/642 Дніпропетровськ – Апостолове [5];
- 2000 - 2002 рр. – приміські поїзди № 6403/6406, № 6407/6408, № 6409/6412 Дніпропетровськ - Лошкарівка,  № 6413/6402 Дніпропетровськ – Апостолове [6];
- 2002 - 2003 рр. – приміські поїзди № 6403/6406, № 6407/6408, № 6409/6412 Дніпропетровськ - Лошкарівка, пасажирський поїзд № 629/630 Дніпропетровськ – Миколаїв [7];
- 2004 - 2017 рр. - приміські поїзди № 6403/6406, № 6405/6408, № 6409/6402 Дніпропетровськ – Апостолове, № 6407/6404 Дніпропетровськ - Кривий Ріг  (по станціям Дніпропетровськ-Південний - Апостолове - Кривий Ріг-Головний);
- 2017 - 2018 рр. - приміські поїзди № 6403/6406, № 6405/6408, № 6409/6402 Дніпро – Апостолове, № 6407/6404 Дніпро - Кривий Ріг  (по станціям Дніпро-Лоцманська - Апостолове - Кривий Ріг-Головний) [8];
- 2018 - 2023 рр. - приміські поїзди № 6405/6408, № 6409/6402 Дніпро – Апостолове [9].